# Refuge des Grands Mulets
Das Refuge des Grands Mulets ist eine alpine Schutzhütte der Sektion Chamonix-Mont-Blanc des Club Alpin Français und ein wichtiger Stützpunkt für die Besteigung des Mont Blanc.
Das Refuge des Grands Mulets liegt an der Nordflanke des Mont Blanc auf einem ringsum von Gletschereis des Glacier des Bossons umschlossenen Felssporn auf einer Höhe von 3051 m. Es wird vornehmlich von der Mittelstation der Aiguille-du-Midi-Seilbahn (Plan de l'Aiguille, 2310 m) aus über den Glacier des Bossons erreicht, es führen aber auch Wege von Le Mont und vom Portal des Mont-Blanc-Tunnels (1270 m) aus zur Hütte. Die Wege haben hochalpinen Charakter und sind teilweise stark stein- und eisschlaggefährdet. Bei starker Ausaperung im Gletscherbruch Jonction unterhalb der Hütte können sie fast unbegehbar sein. Der letzte Teil des Aufstiegs vom Gletscher zur Hütte verläuft über einen leichten Klettersteig.
Der Name Grands Mulets (Deutsch: „Die großen Maultiere“) wird vom lokalen Dialektwort moè oder mouè für Hügel abgeleitet. Mit diesem Begriff wurden die hier aus dem Eis ragenden Felsen bezeichnet; später soll diese Bezeichnung zu mulets verballhornt worden sein. Im Jahr 1853 wurde hier ein erster Unterstand errichtet, der 1866 durch einen Neubau, den sogenannten „Pavillon“ ersetzt wurde. 1896 erfolgte ein abermaliger Neubau. Die heutige Hütte aus vorfabrizierten Metallteilen wurde in den Jahren 1959 und 1960 vom CAF errichtet. Zu dieser Zeit war die Route über die Hütte der beliebteste Aufstieg zum Mont Blanc, heute ist das Refuge des Grands Mulets besonders im Frühjahr ein wichtiger Stützpunkt für Skibesteigungen des Mont Blanc. Im Sommer wird die Hütte häufig im Abstieg vom Mont Blanc besucht. Sie ist meist von Ende März bis Mitte September geöffnet.
In der Umgebung der Hütte gibt es Kletter- und Eisklettermöglichkeiten.